# Pseudoterranova
Genre
Synonymes
- Phocanema Myers, 1959[1]

Pseudoterranova est un genre de nématodes (les nématodes sont un embranchement de vers non segmentés, recouverts d'une épaisse cuticule et mènant une vie libre ou parasitaire).
Il s'agit de l'ancien genre Phocanema Myers, 1959.
Les espèces de nématodes de ce genre sont responsables de l'anisakiase, maladie parasitaire humaine par ingestion de certains poissons crus.

## Liste d'espèces
Selon NCBI (26 mars 2011) :
- Pseudoterranova azarasi
- Pseudoterranova bulbosa
- Pseudoterranova cattani
- Pseudoterranova ceticola
- Pseudoterranova decipiens - Ver de Phoque
- Pseudoterranova krabbei

Selon World Register of Marine Species (26 mars 2011) :
- Pseudoterranova bulbosa (Cobb, 1888)
- Pseudoterranova decipiens (Krabbe, 1878)
- Pseudoterranova krabbei Paggi, Mattiucci, Gibson, Berland, Nascetti, Cianchi & Bullini, 2000